# Le Mesnil-Villement
Le Mesnil-Villement – miejscowość i gmina we Francji, w regionie Normandia, w departamencie Calvados.
Według danych na rok 1990 gminę zamieszkiwały 302 osoby, a gęstość zaludnienia wynosiła 85 osób/km² (wśród 1815 gmin Dolnej Normandii Le Mesnil-Villement plasuje się na 594. miejscu pod względem liczby ludności, natomiast pod względem powierzchni na miejscu 1005.).